# CARMENES

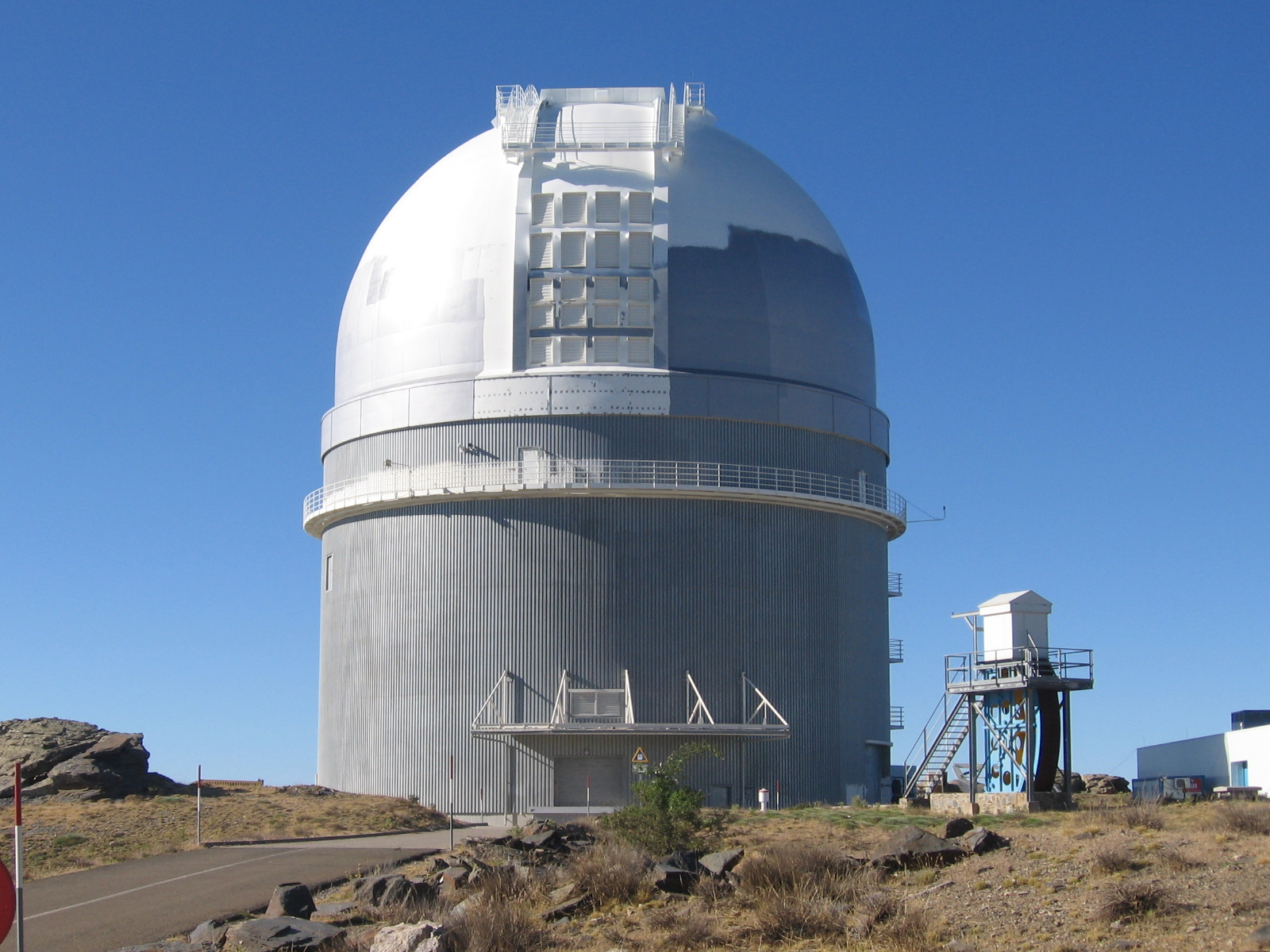
La cupola nella quale è collocato il telescopio da 3,5 di metri di Calar Alto unitamente allo spettrografo CARMENES

CARMENES (Calar Alto high-Resolution search for M dwarfs with Exoearths with Nearinfrared and optical Echelle Spectrographs) è un doppio spettrografo astronomico alimentato a fibra ottica costruito per operare congiuntamente al telescopio da 3,5 metri situato presso l'osservatorio Calar Alto, Spagna, da un consorzio di istituti di ricerca spagnoli e tedeschi, con l'obiettivo di effettuare un'indagine almeno quinquennale intorno a stelle di classe M al fine di caratterizzarne la popolazione planetaria e, più dettagliatamente, i pianeti con masse relativamente piccole orbitanti nella zona abitabile. L'indagine conoscitiva è iniziata a gennaio 2016.

## Contestualizzazione del progetto
Lo studio delle velocità radiali (l'influenza reciproca delle masse astro/pianeta) è uno dei metodi disponibili per il rilevamento degli esopianeti. La Terra, in un contesto planetario quale quello solare dove più pianeti con i rispettivi satelliti si influenzano reciprocamente ed orbitano intorno ad un astro di massa media, determina una velocità radiale del Sole di circa 9 cm/s, misure attualmente difficili da ottenere anche con gli spettrografi avanzati installati sui telescopi di classe 8-10 metri, quali VLT, Subaru, Keck, LBT. Spettrografi quali FORS2, HARPS, X-Shooter raggiungono una precisione di uno due ordini inferiore (da 1 a 10 m/sec). Il metodo di misurazione della velocità radiale mediante spettroscopia doppler è quindi, al tempo dello sviluppo del progetto, limitato a potenziali sistemi planetari il cui astro ha massa più piccola del sole, tipicamente una nana rossa, ed esopianeti di massa uguale o maggiore a quella terrestre.
Inoltre, la calibrazione della lunghezza d'onda è ancora un limite alla precisione della velocità radiale negli spettrografi astronomici. I metodi attualmente utilizzati quale l'uso di lampade a catodo cavo come campionatori di lunghezza d'onda non garantiscono la precisione necessaria a trovare un analogo terrestre in un sistema tipico quale quello solare, oltre ad essere piuttosto inefficienti nelle regioni dell'infrarosso, l'intervallo dello spettro elettromagnetico più campionato nella ricerca esoplanetaria mediante spettroscopia.
La tecnologia che garantisce una calibrazione tale da consentire osservazioni con una sensibilità sotto il m s − 1, in particolare nel vicino infrarosso e congiuntamente all'utilizzo di fibra ottica per il trasferimento dei segnali, è sviluppata con gli etalons di Fabry-Pérot. Il progetto CARMENES è stato concepito sulla base di tali considerazioni, oltre a valutazioni quali gli elementi ottici disponibili, la necessaria risoluzione, la stabilità atmosferica e meccanica garantite dalla struttura dell'osservatorio.

## Lo strumento
Il progetto è stato realizzato da un consorzio di undici istituzioni tedesche e spagnole equamente partecipanti, che condividono la progettazione, costruzione, osservazioni e ritorno scientifico, con l'obiettivo di realizzare un'indagine esplorativa della durata di sei anni alla ricerca di esopianeti intorno a 300 stelle di classe M di sequenza principale di tipo tardivo. (late-type star)
Per campionare un ampio intervallo di lunghezze d'onda, da 550 nm (luce visibile) a 1700 nm (vicino infrarosso) lo strumento è costituito da due spettrografi separati, uno per la parte visibile e una per la parte infrarossa dello spettro elettromagnetico; sono entrambi alimentati a fibra ottica e consentono una risoluzione spettrale di R ~ 82.000. Gli strumenti sono situati in camere a vuoto con stabilizzazione della temperatura, contribuendo sensibilmente a ottenere una misurazione della velocità radiale di circa 1ms−1.
CARMENES è stato ottimizzato per trovare pianeti simili alla Terra all'interno della zona abitabile di stelle di piccola massa. L'indagine è volta anche a confermare o confutare un corrente modello teorico statistico asserente che la percentuale dei pianeti gioviani orbitanti intorno alle stelle di classe M rispetto ad altri tipi di stelle è sensibilmente minore. L'osservazione simultanea con entrambi gli spettrografi consente di escludere eventuali falsi positivi dovuti ad esempio ad attività magnetiche della stella di riferimento. Congiuntamente alla ricerca esoplanetaria, CARMENES fornisce informazioni su rotazione, atmosfere e attività delle stelle oggetto dei campionamenti.